# Тантек Челік
Тантек Челік — турецько-американський науковець-комп'ютерник, нині провідний фахівець з вебстандартів в корпорації Mozilla. До цього був технічним директором в Technorati. Працював над мікроформатами та є одним із головних редакторів декількох специфікацій CSS. Автор "HTML5 Now: A Step-by-Step Video Tutorial for Getting Started Today (Voices That Matter)" (ISBN 978-0-321-71991-1).

## Кар'єра
Челік здобув ступінь бакалавра та магістра з комп'ютерних наук в Стенфордському університеті. Працював у Microsoft з 1997 по 2004, де допомагав керувати розробкою версії Internet Explorer для Macintosh. У період з 1998 по 2003 керував командою розробників програмного забезпечення, яка розробила та впровадила механізм рендерингу Tasman для Internet Explorer for Mac 5. За час роботи в Microsoft він також був їхнім заступником представника (1998–2000) та представником (2001–2004) у ряді робочих груп Консорціуму всесвітнього павутиння (W3C); Де на його рахунку ряд рекомедацій стосовно XHTML та CSS. Працюючи в Microsoft, він також розробив "хак для блокової моделі", який використовується вебдизайнерами для обходу помилки блокової моделі в Internet Explorer.
До роботи в Microsoft працював інженером програмного забезпечення на різних посадах в Sun Microsystems, Oracle Corporation та Apple Computer.[джерело?] Протягом чотирьох років роботи в Apple Computer (1992-1996), більшу частину свого часу провів у проекті OpenDoc, спочатку як старший розробник програмного забезпечення (senior software developer), а потім як технічний керівник (technical lead).[джерело?] У 1996 покинув Apple, та разом з іншим технічним керівником OpenDoc Еріком Солданом заснував 6prime — компанію з розробки програмного забезпечення та консалтингу, яка спеціалізується на розробці OpenDoc. У 1997 Aladdin Systems придбала основний продукт 6prime — REV, покращила його та випустила під назвою 
Flashback.
У Technorati він очолив процес запровадження кращої підтримки стандартів (включаючи мікроформати) по всій компанії, включаючи головну сторінку їхнього вебсайту. Був залучений до роботи зі спеціальним розділом «Вибори 2004» на вебсайті, писав його початкову версію.[джерело?] Він є одним із засновників Global Multimedia Protocols Group.
У грудні 2010 Челік розпочав роботу над IndieWebCamp, зусиллям для координації спільноти людей для створення інструментів для доповнення, та у підсумку для надання альтернативи сервісам соціальних мереж, таких як Twitter та Facebook.